# Schwäbischer Heimatkalender
Der Schwäbische Heimatkalender war ein Volkskalender, der im Kohlhammer Verlag in Stuttgart erschienen ist.

## Geschichte
Gegründet wurde der Kalender 1884 unter dem Titel Schwabenkalender als belehrender und unterhaltender Kalender für Jung und Alt im Kohlhammer Verlag, wo er bis zuletzt ununterbrochen erschien. Die erste Ausgabe 1884 war elegant gebunden für 5 Mark erhältlich und beinhaltete neben praktischen Informationen wie Marktterminen und Kochrezepten sowohl literarische als auch populärwissenschaftliche Beiträge. In der Erstausgabe waren unter anderem auch ein Artikel von Michel Buck über Unsere Familiennamen sowie die schwäbische Ballade Herzog Ulrichs Linde des Dichters Karl Doll enthalten.
Bis 1942 (59. Jahrgang) erschien der Kalender unter seinem ursprünglichen Titel Schwabenkalender. Nach einer kriegsbedingten Unterbrechung wurde der Kalender mit dem bereits zuvor im NS-Kurier-Verlag erschienenen Schwäbischen Heimatkalender vereint, der mit Hans Reyhing denselben Herausgeber hatte. Seit seinem 60. Jahrgang im Jahr 1949 erschien er unter diesem Titel. Mit der Ausgabe 2018 wurde der Kalender eingestellt.
Frühere Herausgeber des Kalenders waren neben dem Heimatdichter Hans Reyhing (1920–61) der Schriftsteller Karl Götz (1962–83), der Autor Heinz-Eugen Schramm (1984-) sowie der Dichter und Satiriker Karl Napf (1993–2008).

## Inhalt
Der Kalender, der zuletzt als Broschur erschien, behandelte auf 128 Seiten Themen zu Regionen und Brauchtum in Schwaben.
Das eigentliche Kalendarium des Schwäbischen Heimatkalenders enthielt Veranstaltungstermine von Stadt- und Brauchtumsfesten, Ausstellungen, Messen, Sportveranstaltungen und Märkten, Geburts- und Todestage berühmter Personen, Wetterregeln aus dem Hundertjährigen Kalender und einen Mondkalender. Daneben waren im Kalender Artikel über Ausflugs- und Urlaubsziele, Kultur, Veranstaltungen und Ausstellungen enthalten. Jedes Jahr stand der Kalender unter einem anderen Schwerpunktthema.

## Hintergrund
Herausgegeben wurde der Kalender, der zuletzt in einer Druckauflage von ca. 6000 Exemplaren erschien, ab 2009 von dem ehemaligen SWR-Redakteur und -Moderator Wolfgang Walker in Zusammenarbeit mit dem Schwäbischen Albverein, dem Schwäbischen Heimatbund, dem Landfrauenverband Württemberg-Baden, dem NABU Baden-Württemberg und dem Schwarzwaldverein. Die Redaktion setzte sich neben dem Herausgeber aus Mitarbeitern des Verlags, freiberuflichen Journalisten und Funktionären oder Mitarbeitern der beteiligten Vereine und Organisationen zusammen. Zu den ständigen Redaktionsmitgliedern gehörte zuletzt unter anderem Wilfried Setzler.